# Араксян, Погос
Пого́с Аракся́н (16 [28] апреля 1869, Эривань, Кавказское наместничество — 26 августа 1918, Тифлис) — армянский театральный актёр и режиссёр.
С 1887 года в тифлисской драматической группе, исполнял характерные и комедийные роли. В 1903 году создал тифлисский народный театр (в районе Авлабар), где работал режиссёром.

## Роли
- Какули — «Пэпо» Г. Сундукяна
- Исайи — «Хатабала» Г. Сундукяна
- Парсиг — «Разорённый очаг» Г. Сундукяна
- Хлестаков — «Ревизор» Н. В. Гоголя
- Шмага — «Без вины виноватые» А. Н. Островского
- Белогубов, Юсов — «Доходное место» А. Н. Островского.